# Pitcairnia heydlauffii
Pitcairnia heydlauffii är en gräsväxtart som beskrevs av Roberto Vásquez och Pierre Leonhard Ibisch. Pitcairnia heydlauffii ingår i släktet Pitcairnia och familjen Bromeliaceae.
Artens utbredningsområde är Bolivia. Inga underarter finns listade i Catalogue of Life.

## Bildgalleri

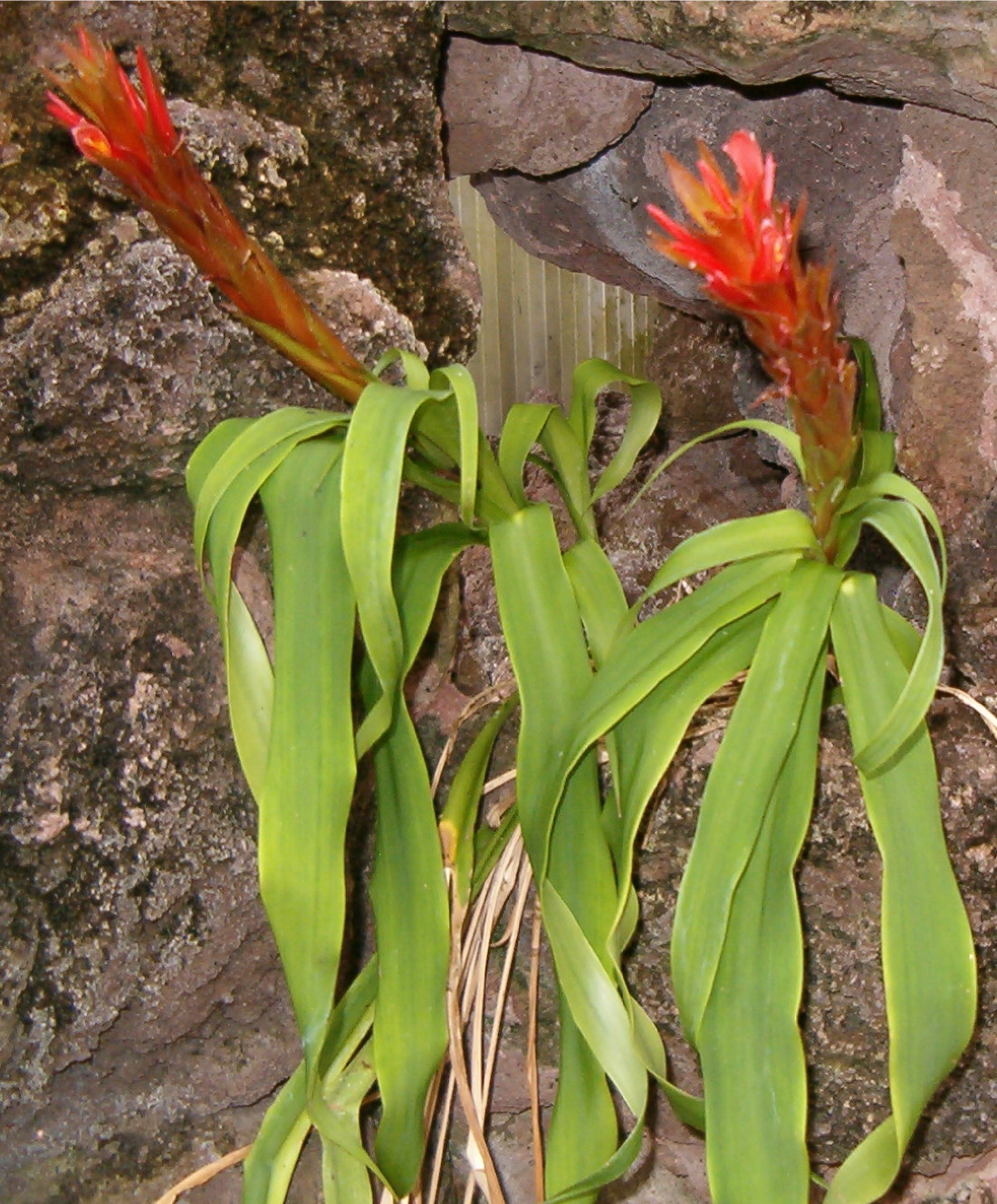